# Artisan Partners
Artisan Partners est un fonds de pension américain. Fondé en 1994 par Andy et Carlene Ziegler, le groupe se spécialise initialement dans les small cap avant de s'attaquer à de plus grandes entreprises, tout en plaçant ses bureaux essentiellement dans des quasi paradis fiscaux afin de payer peu d'impôts.
En 2021, Artisan Partners se fait connaître en prenant le contrôle de seulement 3 % de l'entreprise française Danone et, fort de cette minorité actionnariale, en évinçant le président directeur général Emmanuel Faber.

## Historique
Artisan Partners est créé en 1994 par un couple de financiers américains, Andy et Carlene Ziegler. Il se spécialise initialement dans les small cap avant de s'attaquer petit à petit aux mid cap et à des entreprises de plus en plus grosses.
En août 2023, Artisan lance une offensive contre la direction du groupe Bayer pour restructurer le groupe et viser une réduction de sa dette.
Suivant les sources, en 2021, le groupe gère entre 134, et 161,5 milliards de dollars d'actifs sous gestion.

## Implantation
Le siège social d'Artisan Partners est situé à Atlanta. Le fonds de pension compte également des bureaux américains à Chicago, Denver, Milwaukee, New York, San Francisco, ainsi qu'à Wilmington, car l'État du Delaware est doté d'une fiscalité avantageuse qui le fait souvent comparer à un paradis fiscal interne aux États-Unis.
Hors de ces derniers, Artisan Partners est présent à Sydney ainsi qu'à Singapour, là encore à cause du faible niveau des taxes. Enfin, sur le continent européen, l'entreprise est présente à Londres, Stockholm et Dublin, cette dernière localisation se justifiant là aussi pour des considération fiscales.

## Affaire Danone
En 2020, Artisan Partners investit à hauteur de 3 % dans le capital de la société agro-alimentaire française Danone. Fort de cette part d'actionnariat, le fonds de pension vote contre le changement de statut de Danone, qui devient entreprise à mission avec 99,5 % des votes des actionnaires. Cependant, le fonds de pension affirme initialement avoir soutenu cette proposition ; certains syndicats finissent par relever l'incohérence et la dénoncer.
Conseillé par Jan Bennink, un ex-cadre néerlandais de Danone, le fonds de pension, de concert avec Bluebell Capital (qui possède 0,15 % de l'entreprise française), exige d'abord qu'Emmanuel Faber abandonne le poste de directeur général pour ne conserver que la présidence. Certains syndicats remarquent à cette occasion que cette demande est d'ailleurs en contradiction avec la pratique d'Artisan Partners lui-même, le président du fonds de pension assumant les fonctions de directeur général,.
Quelques semaines plus tard, Artisan Partners réussit à évincer totalement le dirigeant de Danone, et impose sa politique de réduction des effectifs en projetant la suppression de 1 500 à 2 000 postes,, malgré l'opposition de deux syndicats, de Pascal Lamy, ancien directeur général de l'OMC ainsi que des syndicats agricoles fournisseurs de matières premières au groupe.
Artisan Partners est coutumier de ces pressions sur la gestion d'entreprises dont il possède une minorité du capital, ayant déjà pratiqué cet activisme à l'encontre de Johnson & Johnson ou d'ABB.
D'autres actionnaires de Danone, comme Phitrust Active Investors, soulignent que les critiques adressés à Emmanuel Faber sur la gouvernance du groupe agro-alimentaire sont « sans fondement »,.